# Saftevand
Saftevand er en betegnelse for en læskedrik bestående af en koncentreret saft tilsat sukker eller andet sødestof, som fortyndes med vand. I gamle dage var der tale om koncentreret frugtsaft, man blandede op med vand, for at fortynde smagen. Nu om dage bruges dog også syntetisk aroma i saftevand, så betegnelsen saft, der indikerer, at der er tale om væsken fra frugter, er blevet udvandet. Saftevand består ofte af en blanding af saft fra forskellige frugter. Den rå saft laves ved at indkoge saften fra pressede frugter, hvortil man tilsætter sukker. Den koncentrerede saft er så stærk, at den er komplet udrikkelig før den fortyndes.
Saftevand adskiller sig fra sodavand, ved at der i sodavand er tilsat kuldioxid. Det er kuldioxiden, der giver brusen i sodavand. Most eller juice er i modsætning til saftevand ikke koncentreret når det købes. Selvom juice som regel er fremstillet af koncentreret frugtjuice, fortyndes det af producenten inden det sælges. Traditionel most eller juice er i modsætning til saftevand heller ikke sødet.